# Grabowe
Grabowe – część wsi Lichnowo w Polsce, położona w województwie wielkopolskim, w powiecie konińskim, w gminie Kramsk. Należy do sołectwa Lichnowo.
W latach 1975–1998 Grabowe administracyjnie należało do województwa konińskiego. W pobliżu płynie rzeka Sakłak.